# Basil Spence
Basil Urwin Spence est un architecte écossais né à Bombay le 13 août 1907 et mort à Yaxley le 19 novembre 1976. Lauréat du concours organisé pour la reconstruction de la cathédrale de Coventry à laquelle son nom est plus particulièrement associé, il est aussi l'auteur du Beehive, siège du Parlement de Nouvelle-Zélande à Wellington, et de nombre d'autres immeubles dans le style moderniste/brutaliste.

## Œuvree
- 1951-1962 : cathédrale Saint-Michel de Coventry, en Angleterre.
- 1967 : Le pavillon de la Grande-Bretagne à l'Expo 67
- 1976 : immeuble situé au 102 Petty France, à Londres, qui abrite le ministère de la Justice.
- Le Beehive en Nouvelle-Zélande.